# Rude Awakening (album de Megadeth)
Pour les articles homonymes, voir Rude Awakening.
Albums de Megadeth
The World Needs a Hero
(2001) The System Has Failed
(2004)
Rude Awakening est un double album live du groupe de thrash metal américain Megadeth. Il est sorti le 19 mars 2002 sur le label Sanctuary Records et a été produit par Dave Mustaine et Bill Kennedy.

## Historique
Enregistré lors de la dernière date de la tournée américaine de The World Needs a Hero, il s'agit du dernier concert donné avant la dissolution du groupe. On peut donc y voir la dernière apparition de David Ellefson, avant son retour en 2010, au cœur du groupe qu'il a cofondé avec Dave Mustaine dix-huit ans plus tôt.
À l'origine l'enregistrement de cet album était prévu lors de deux concerts en Argentine mais à la suite des attentats du 11 septembre 2001, le groupe annula tous ses concerts hors des États-Unis. L'album est donc dédicacé à tous les fans argentins et à toutes les victimes de ces attentats. 
Un son de bonne qualité et une technique maîtrisée, un choix de chansons explorant toute la discographie de Megadeth, à l'exception de l'album Risk, en donnant un rythme au concert et de l'improvisation par endroits : autant de bons éléments pour un live de qualité. Les puristes regretteront sans doute l'absence de Nick Menza et Marty Friedman, mais les solos de Jimmy DeGrasso et Al Pitrelli (en particulier sur She-Wolf) montrent que ces musiciens ont eux aussi du savoir-faire. On appréciera aussi l'enchaînement des deux chansons  Hangar 18/Return To Hangar et l'intro de Symphony of Destruction, dans une version mélangeant la version album (solo entre les deuxième et troisième couplets) et démo (solo allongé de quelques mesures).
Cet album resta classé qu'une seule semaine au Billboard 200 aux États-Unis, il atteindra la 115e place. En France, il se classa à la 93e place des meilleures ventes d'albums.

## Liste des titres
Toutes les pistes par Dave Mustaine, sauf indications.

### Disque 1
| No  | Titre                                         | De l'album                                   | Durée |
| --- | --------------------------------------------- | -------------------------------------------- | ----- |
| 1.  | Dread and the Fugitive Mind                   | The World Needs a Hero, 2001                 | 4:12  |
| 2.  | Kill the King                                 | Capitol Punishment: The Megadeth Years, 2000 | 3:50  |
| 3.  | Wake Up Dead                                  | Peace Sells... but Who's Buying?, 1986       | 3:26  |
| 4.  | In My Darkest Hour (Mustaine, David Ellefson) | So Far, So Good... So What!, 1988            | 5:28  |
| 5.  | Angry Again                                   | Hidden Treasures, 1995                       | 3:22  |
| 6.  | She-Wolf                                      | Cryptic Writings, 1997                       | 8:17  |
| 7.  | Reckoning Day (Mustaine, Ellefson, Friedman)  | Youthanasia, 1994                            | 4:24  |
| 8.  | Devils Island                                 | Peace Sells... but Who's Buying?             | 5:06  |
| 9.  | Train of Consequences                         | Youthanasia, 1994                            | 4:30  |
| 10. | À tout le monde                               | Youthanasia, 1994                            | 4:49  |
| 11. | Burning Bridges                               | The World Needs a Hero, 2001                 | 4:56  |
| 12. | Hangar 18                                     | Rust in Peace, 1990                          | 4:45  |
| 13. | Return To the Hangar                          | The World Needs a Hero, 2001                 | 3:54  |
| 14. | Hook in Mouth (Mustaine, Ellefson)            | So Far, So Good... So What!, 1988            | 4:40  |

### Disque 2
| No  | Titre                                                          | De l'album                                            | Durée |
| --- | -------------------------------------------------------------- | ----------------------------------------------------- | ----- |
| 1.  | Almost Honest (Mustaine, Friedman)                             | Cryptic Writings, 1997                                | 3:57  |
| 2.  | 1000 Times Goodbye                                             | The World Needs a Hero, 2001                          | 6:14  |
| 3.  | The Mechanix                                                   | Killing Is My Business... and Business Is Good!, 1985 | 4:36  |
| 4.  | Tornado of Souls (Mustaine, Friedman)                          | Rust in Peace, 1990                                   | 5:47  |
| 5.  | Ashes in Your Mouth (Mustaine, Ellefson, Friedman, Nick Menza) | Countdown to Extinction, 1992                         | 6:04  |
| 6.  | Sweating Bullets                                               | Countdown to Extinction, 1992                         | 4:38  |
| 7.  | Trust (Mustaine, Friedman)                                     | Cryptic Writings, 1997                                | 6:46  |
| 8.  | Symphony of Destruction                                        | Countdown to Extinction, 1992                         | 4:50  |
| 9.  | Peace Sells                                                    | Peace Sells... but Who's Buying?, 1986                | 5:22  |
| 10. | Holy Wars... The Punishment Due                                | Rust in Peace, 1990                                   | 8:51  |

## Composition du groupe
- Dave Mustaine - chant, guitare solo et rythmique
- David Ellefson - basse, chœurs
- Jimmy DeGrasso - batterie, percussion
- Al Pitrelli -  guitare solo et rythmique, chœurs

## Charts
| Pays       | Durée du classement | Meilleur classement |
| ---------- | ------------------- | ------------------- |
| États-Unis | 1 semaine           | 115e                |
| France     | 2 semaines          | 93e                 |